# 이철수
이철수(李喆守, 1954년~ )는 대한민국의 판화가이다. 제천시 백운면 평동리에서 아내와 함께 농사를 지으며 작품 활동을 이어가고 있다. 시와 글씨와 그림이 한 화면에서 잘 어울리는 형식을 통해 전통적 회화를 현대적 판화로 되살렸다는 평가를 받고 있다.

## 경력
1954년 서울특별시에서 태어났다. 1981년 관훈 미술관에서 첫 개인전을 연 이후, 판화를 통한 사회변혁운동에 힘쓰다가 1988년 무렵 자기 성찰과 생명의 본질에 대한 관심으로 판화 영역을 확대하면서, 평범한 삶과 일상사를 관조하는 자기 수행의 과정으로 판화를 새기고 있다. 1980년대 민중 판화가로 널리 알려졌으며, 생명평화운동에 관심을 가지고 있다.

## 작품
| “ | 제 그림이 착한 이웃처럼 사람들 곁에 있으면 좋겠어요. | ” |

- 《응달에 피는 꽃》 분도출판사(1981)
- 《한 -신학과 미술의 만남》 서남동. 이철수 공저 분도출판사(1982)
- 《고호 전기》 웅진출판(1987)
- 《김홍도 전기》 웅진출판(1987)
- 《새벽이 온다, 북을 쳐라!》 이론과 실천(1989)
- 《새도 무게가 있습니다]》 해인사 출판부(1990)
- 《산 벚나무 꽃 피었는데…》 학고재(1993)
- 《마른 풀의 노래》 학고재(1995)
- 《이렇게 좋은 날》 학고재(2000)

### 판화 산문집
- 《배꽃 하얗게 피던 밤에》 문학동네(1996)
- 《소리 하나》 문학동네(2001)
- 《새도 무게가 있습니다》 문학동네(2002)
- 《자고깨어나면늘아침: 이철수의나뭇잎편지》 삼인(2006)
- 《당신이 있어 고맙습니다》 삼인(2009)
- 《오늘도 그립습니다 (이철수의 나뭇잎 편지)》삼인(2010)

### 판화집
- 《작은 선물》 호미(2004)
- 《노래》 호미(2005)

### 엽서 산문집
- 《밥 한 그릇의 행복. 물 한 그릇의 기쁨》삼인(2004)
- 《가만가만 사랑해야지. 이 작은 것들》 삼인(2005)

## 같이 보기
- 오윤